# Lonesome Drifter
The Lonesome Drifter (* 6. Dezember 1931 in Bastrop, Louisiana, als Thomas Johnson) ist ein US-amerikanischer Country- und Rockabilly-Musiker.

## Leben

### Kindheit und Jugend
Johnson wurde 1931 auf einer Baumwollfarm in Louisiana geboren. Als Kind arbeitete er als Wasserträger für die afroamerikanischen Feldarbeiter und kam so in Kontakt mit ihnen und ihrer Musik, dem Blues. Neben dem Blues wurde Johnsons maßgeblich von Jimmie Rodgers und Bill Monroe beeinflusst.

### Karriere
In den 1950er-Jahren startete Johnson seine Karriere als Musiker. Er konzentrierte sich auf Country und war in den späten 1950er-Jahren bereits ein etablierter Künstler in Louisiana, als er 1958 zum Rockabilly wechselte. Johnson hörte von einem neuen Plattenlabel, das in Shreveport aufgemacht hatte, und stellte sich vor. Mira Smith, Besitzerin des neuen Labels Ram Records, ließ Johnson in ihrem Studio die Single Eager Boy / Tear Drop Valley einspielen und veröffentlichte sie 1958 auf K Records, einem Sublabel von Ram. Während die A-Seite mit Tom Bonnet an der E-Gitarre einen harten Rockabilly-Sound hatte, war die B-Seite mit George Mercer an der Gitarre gradliniger Country. Da Johnson nicht wollte, dass die Platte unter seinem richtigen Namen veröffentlicht wurde, schlug er in Anlehnung an sein Idol Hank Williams, der auch als „Luke the Drifter“ aufnahm, „The Lonesome Drifter“ als Pseudonym vor. Der Erfolg von Tear Drop Valley verschaffte Johnson die Möglichkeit, im Louisiana Hayride aufzutreten.
1959 oder 1960 erschien eine zweite Single von Johnson, wieder unter dem Namen „Lonesome Drifter“, auf dem Ram-Label. Mit Honey Do You Think of Me / I’ll Be Lonesome When You’re Gone erschien diesmal jedoch eine reine Country-Single. Trotz weiterer Aufnahmen blieb Johnson ein regional erfolgreicher Musiker. Tagsüber arbeitete er als Stahlarbeiter und leitete in den 1970er-Jahren ein Studio für Gospel in Monroe, Louisiana. 1974 veröffentlichten Collector Records in den Niederlanden erstmals Johnsons gesammelte Aufnahmen. 2001 wurden diese Songs erneut von Ace Records auf der CD Shreveport High Steppers veröffentlicht.

## Diskographie
| 1958                    | Eager Boy / Tear Drop Valley | K 5812             |
| 1959–1960               | Honey Do You Think of Me / I’ll Be Lonesome When You’re Gone | Ram 1738           |
| Unveröffentlichte Titel | |                    |
|                         | - I’ll Be Lonesome When You’re Gone - No Lovin’ No Rockin’ Blues |                    |
|                         | - Ain’t Got Nothin’ But the Blues - Blues from a Broken Heart - I Want You Back - I’ll Take a Chance - I’m Gonna Quit My Crying - This Old World Don’t Seem the Same - Your New Love | [Status unbekannt] |